# Aagtekerke
Aagtekerke es una localidad de la provincia de Zelanda (Países Bajos). En 2001 contaba con un núcleo habitado por 936 personas viviendo en 296 residencias que ocupaban 0,22 km². El total de su área administrativa contaba con una población de 1.480 personas en 2005.

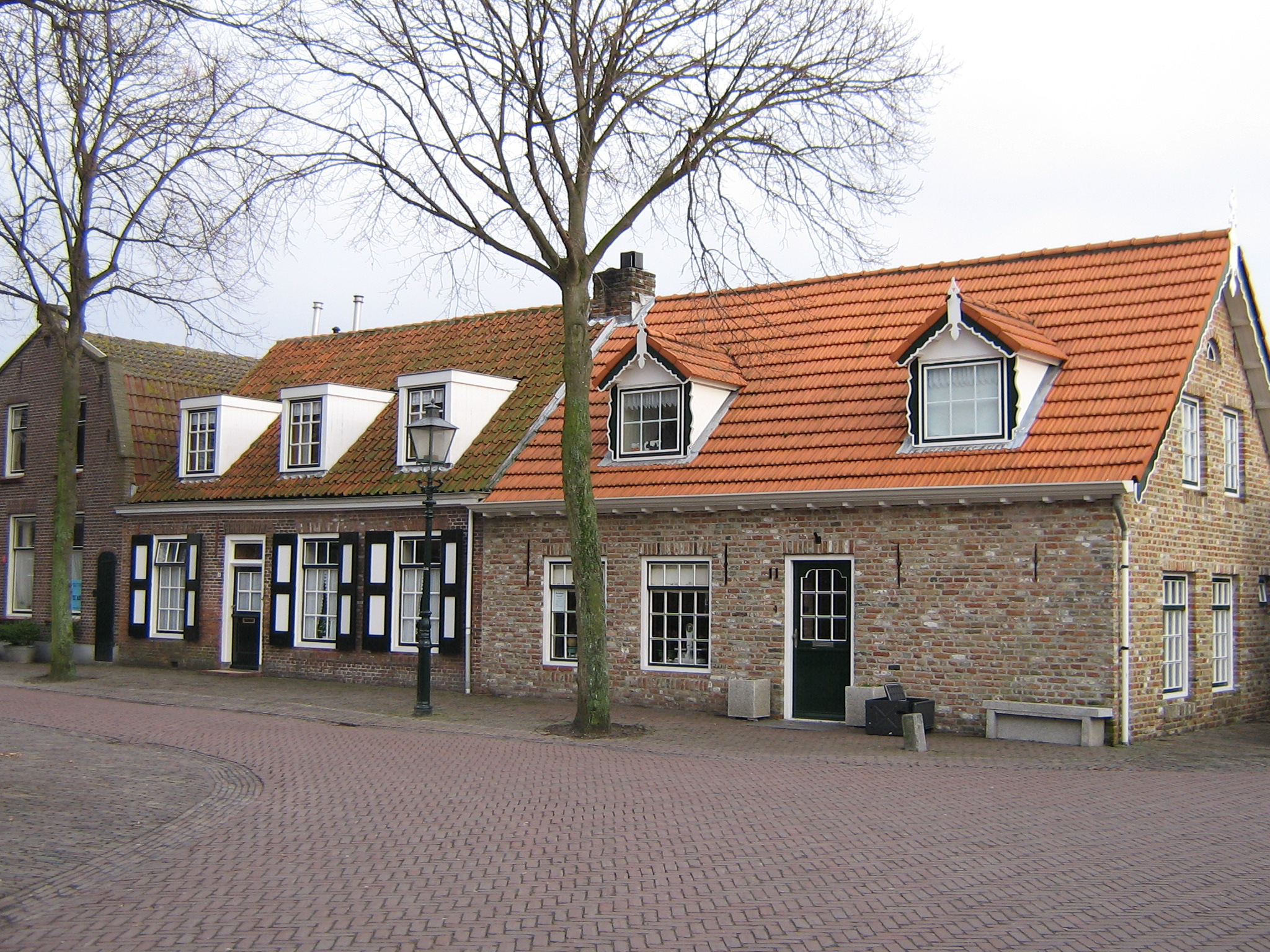
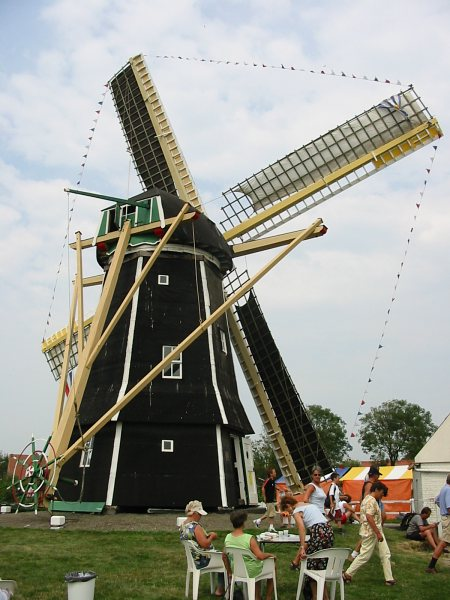
Molino de viento.